# Кентиш-таун-Вест (станція)
51°32′48″ пн. ш. 0°08′48″ зх. д. / 51.5468° пн. ш. 0.1468° зх. д.
Кентиш-таун-Вест (англ. Kentish Town West) — станція Північно-Лондонської лінії London Overground. Станція розташована у 2-й тарифній зоні, між станціями Госпел-Оук та Кемден-роуд, у районі Кентиш-таун, боро Кемден, Лондон. Пасажирообіг на 2019 рік — 2.051 млн осіб.
Конструкція станції: наземна відкрита з двома прямими береговими платформами.

## Історія
- 1. квітня 1867: відкриття станції як Кентиш-таун
- 2. червня 1924: станцію перейменовано на Кентиш-таун-Вест
- 18. квітня 1971: закриття станції через пожежу
- 5. жовтня 1981: відновлення трафіку станцією[3][4]

## Пересадки
- на метростанцію Кентиш-таун
- на автобуси оператора London Buses маршрутів: 46 та 393

## Послуги
| Попередня станція | Лінія | Лінія                                       | Лінія | Наступна станція |
| ----------------- | ----- | ------------------------------------------- | ----- | ---------------- |
| Госпел-Оук        |       | London Overground Північно-Лондонська лінія |       | Кемден-роуд      |